# Шебойган-Фоллс (Вісконсин)
Шебойган-Фоллс (англ. Sheboygan Falls) — місто (англ. city) в США, в окрузі Шебойґан штату Вісконсин. Населення — 8210 осіб (2020).

## Географія
Шебойган-Фоллс розташований за координатами 43°43′46″ пн. ш. 87°49′34″ зх. д. / 43.72944° пн. ш. 87.82611° зх. д. (43.729337, -87.826235).  За даними Бюро перепису населення США в 2010 році місто мало площу 14,02 км², з яких 13,67 км² — суходіл та 0,35 км² — водойми.

## Демографія
Згідно з переписом 2010 року, у місті мешкало 7775 осіб у 3480 домогосподарствах у складі 2152 родин. Густота населення становила 555 осіб/км².  Було 3681 помешкання (263/км²).
Расовий склад населення:
| - 96,1 % — білих - 0,9 % — азіатів - 0,6 % — чорних або афроамериканців - 0,3 % — корінних американців |

До двох чи більше рас належало 1,4 %. Частка іспаномовних становила 2,5 % від усіх жителів.
За віковим діапазоном населення розподілялося таким чином: 22,3 % — особи молодші 18 років, 60,0 % — особи у віці 18—64 років, 17,7 % — особи у віці 65 років та старші. Медіана віку мешканця становила 42,6 року. На 100 осіб жіночої статі у місті припадало 92,2 чоловіків;  на 100 жінок у віці від 18 років та старших — 89,5 чоловіків також старших 18 років.
Середній дохід на одне домашнє господарство  становив 64 445 доларів США (медіана — 52 229), а середній дохід на одну сім'ю — 78 087 доларів (медіана — 64 325). Медіана доходів становила 46 494 долари для чоловіків та 36 611 долар для жінок. За межею бідності перебувало 4,7 % осіб, у тому числі 2,8 % дітей у віці до 18 років та 5,3 % осіб у віці 65 років та старших.
Цивільне працевлаштоване населення становило 4017 осіб. Основні галузі зайнятості: виробництво — 36,6 %, освіта, охорона здоров'я та соціальна допомога — 17,8 %, роздрібна торгівля — 12,5 %, мистецтво, розваги та відпочинок — 8,4 %.